# Microhyla achatina
Microhyla achatina là một loài ếch trong họ microhylidae. Nó là một loài đặc hữu của đảo Java, Indonesia.

## Hình ảnh

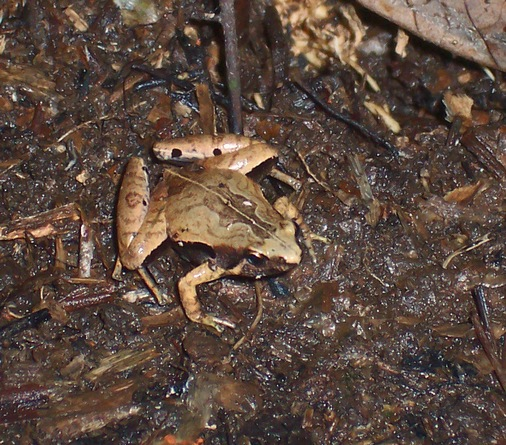
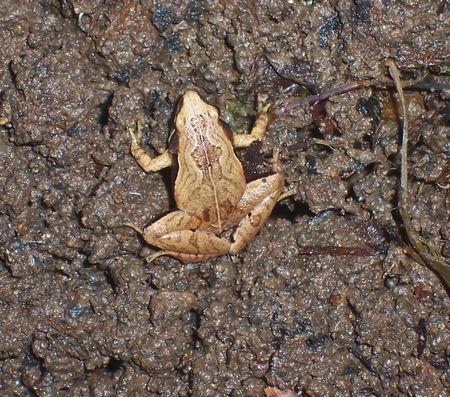
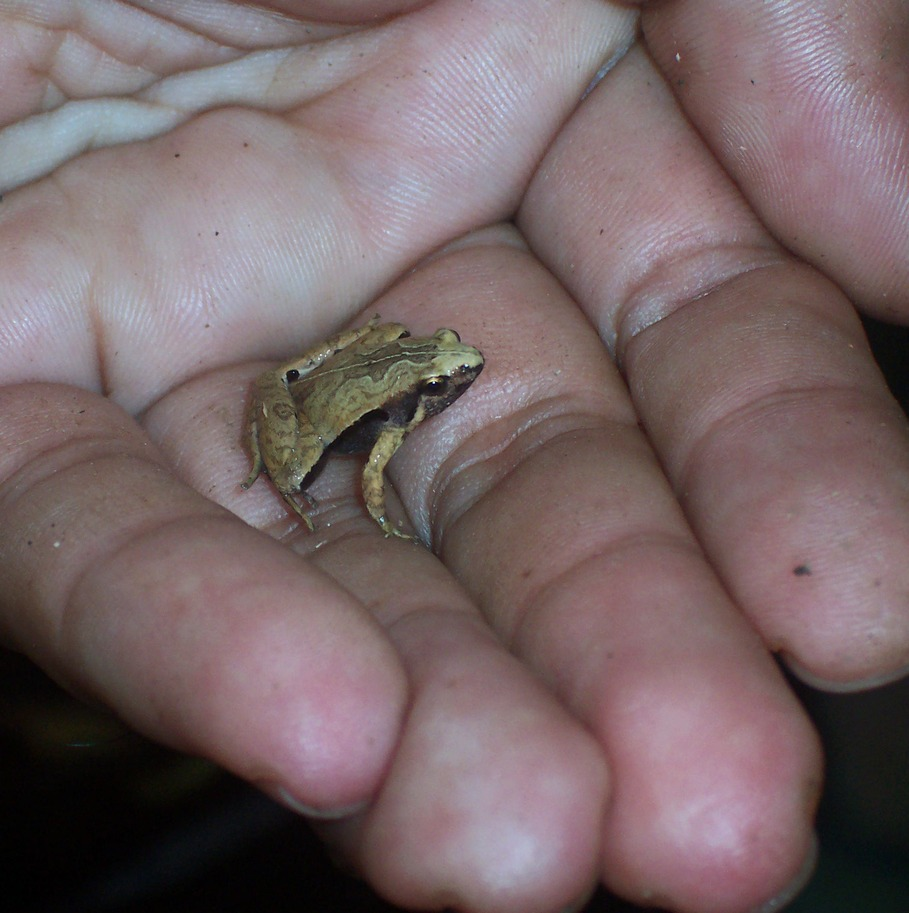
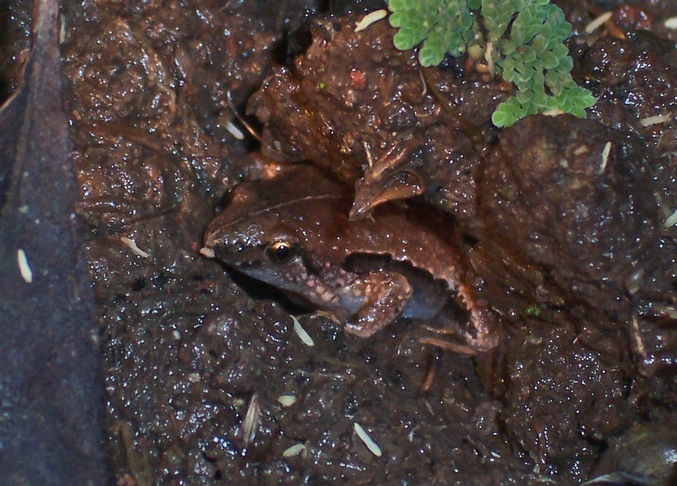